# یاماها آر-۲۵
یاماها آر-۲۵ (به انگلیسی: Yamaha YZF-R25) یک موتورسیکلت ژاپنی ۲۵۰ سی‌سی با موتور دوسیلندر و قدرت ۳۶ اسب بخار که در سال ۲۰۱۴ توسط کمپانی یاماها معرفی شد.

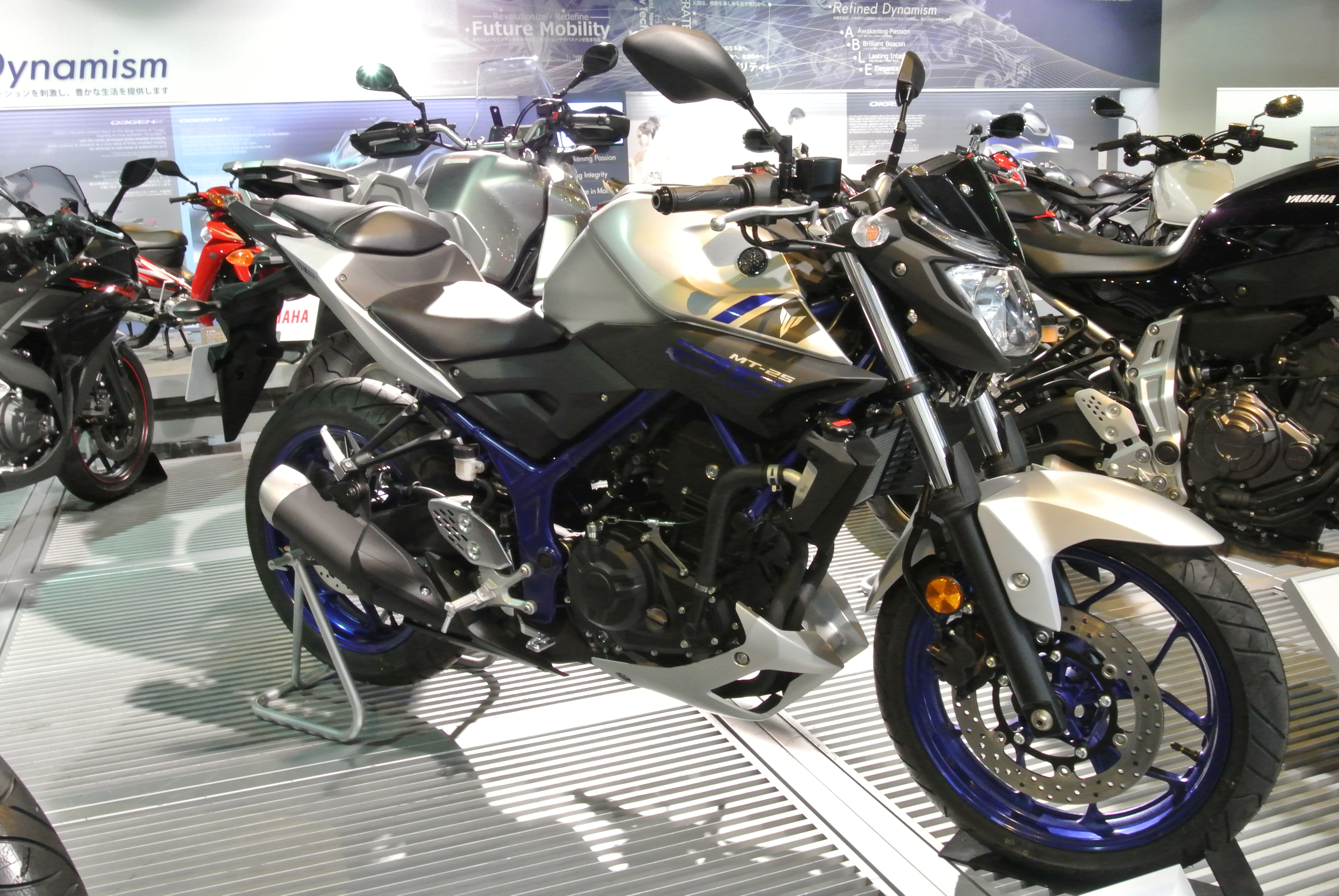
یاماها ام‌تی-۲۵ مدل ۲۰۱۶